# Golden Oak Ranch

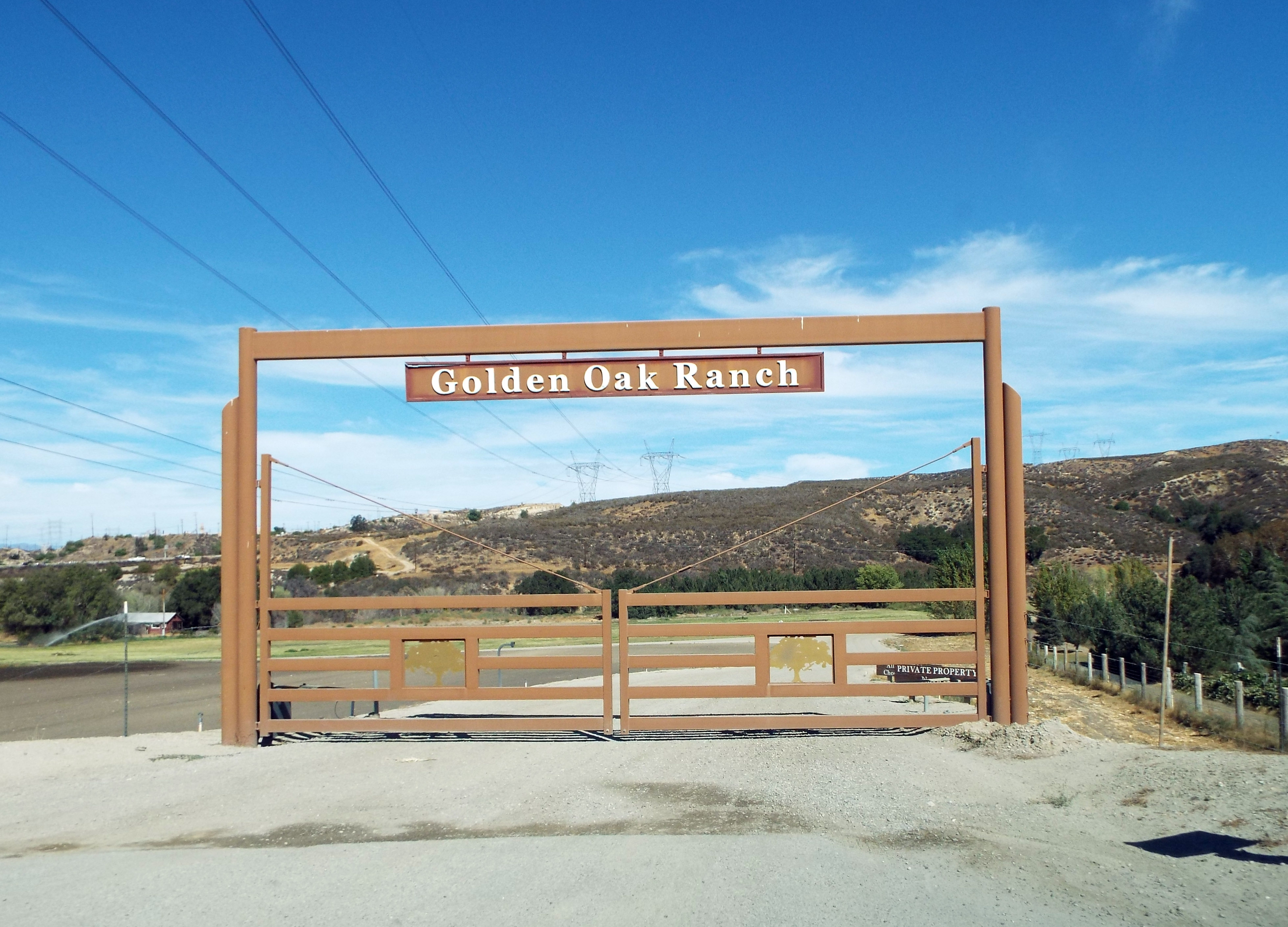
Portão de entrada do Golden Oak Ranch

O Golden Oak Ranch é um rancho cinematográfico, de 360 hectares, pertencente a Walt Disney Company. O rancho está localizado na Placerita Canyon Road, nos arredores de Newhall, Califórnia, a menos de uma hora ao norte de Los Angeles.

## Histórico
A fazenda está em terras que faziam parte da concessão de terras do Rancho San Francisco. Foi nomeado em homenagem a Francisco Lopez, o homem creditado com a descoberta de ouro na Califórnia, anos antes da descoberta que precipitou a Corrida do ouro na Califórnia.
A Walt Disney comprou a fazenda de 127 hectares em 1959 por US$ 300.000. As compras subsequentes de terras adjacentes aumentaram a área da fazenda para 890 acres (360 ha).

## Produções
O rancho foi usado para filmar os episódios de Spin e Marty, um segmento popular de The Mickey Mouse Club e partes do seriado Zorro. O primeiro filme rodado no rancho foi Toby Tyler . A maioria das cenas externas em Old Yeller foram filmadas ali. As cenas de Bolton Estate e várias outras do filme The Horse in the Gray Flannel Suit também foram filmadas ali. A cidade de Roots: The Next Generations também foi construída no Golden Oak Ranch. Outros filmes rodados no local foram The Apple Dumpling, The Muppets, Pirates of the Caribbean: At World's End, Pete's Dragon, Behind the Candelabra, Treasure of Matecumbe, The Cat from Outer Space, The Muppet Movie, The Electric Horseman, Little House on the Prairie, Buffy the Vampire Slayer, The Majestic, Desperate Housewives, além de episódios de várias séries como Bonanza, The Greatest American Hero, Star Trek, Mad Men, Desperate Housewives e comerciais do Coronel Sanders para o Kentucky Fried Chicken.
A casa exterior apresentada no filme original de 1961, The Parent Trap, também foi filmada no rancho, assim como a fazenda Peabody do filme Back to the Future. Também foi usado para as filmagens de três dos cinco filmes de Herbie, incluindo duas cenas no lago em The Love Bug e Herbie Goes to Monte Carlo, e a sequência de um sonho em Herbie Rides Again. Em 1985, Big Top Pee-wee foi filmado lá. A cena inicial da comédia romântica No Strings Attached também foi filmada no rancho.